# محطة روزا بارك
محطة روزا بارك (بالفرنسية: Gare Rosa-Parks)، هي محطة قطار فرنسية في شمال شرق باريس.